# 1710 w polityce

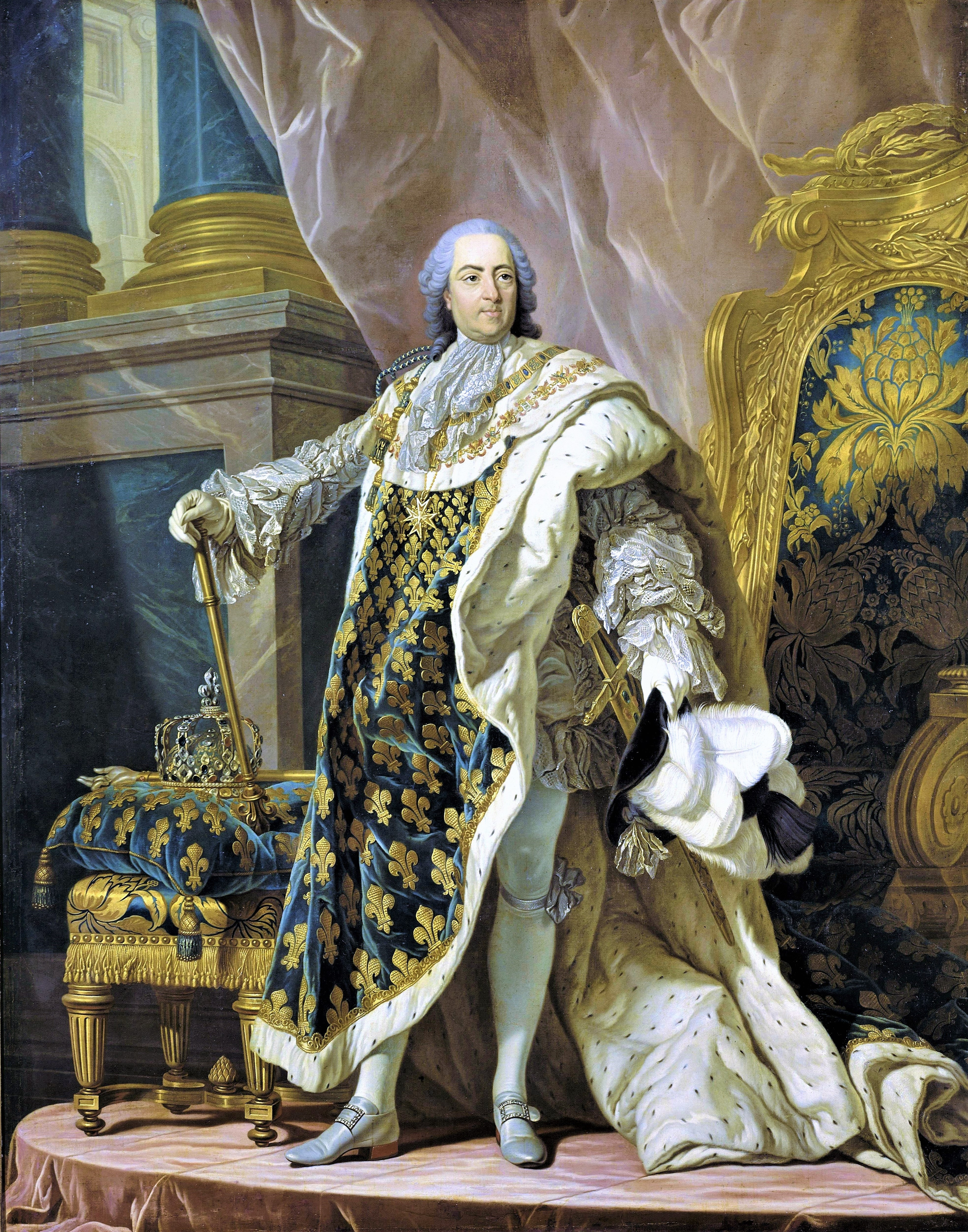
Ludwik XV

Wydarzenia polityczne w 1710 roku.

## Wydarzenia
- 10 marca Bitwa pod Helsingborgiem. Duńczycy ponieśli klęskę w walce ze Szwedami[1].

## Urodzili się
- 15 lutego Ludwik XV, król Francji[2].
- 14 maja Adolf Fryderyk, król Szwecji[3].

## Zmarli
- 8 czerwca Karol de Tournon, sabaudzki kardynał[4].